# Supersoaker
Super-soaker – singel zespołu Kings of Leon, zapowiadający ich szósty album studyjny pt. "Mechanical Bull". W Polsce utwór można było usłyszeć przedpremierowo 6 lipca 2013 podczas festiwalu Heineken Open’er. Światowa premiera singla odbyła się 17 lipca 2013 na antenie BBC Radio One. Pierwsza prezentacja telewizyjna na żywo miała miejsce 22 lipca 2013 w programie "Late Night With Jimmy Fallon".

## Notowania
| Media                          | Lista przebojów                     | Najwyższa pozycja |
| ------------------------------ | ----------------------------------- | ----------------- |
| Program Trzeci Polskiego Radia | LP3                                 | 30                |
| Eska ROCK                      | NRD – Najlepsza Rockowa Dwudziestka | 4                 |
| Radio Szczecin                 | SLiP                                | 32                |
| Radio Afera                    | Aferzasta Lista Przebojów           | 29                |
| Portal e-migrant               | Lista Przebojów                     | 48                |

## Teledysk
Światowa premiera wideoklipu nastąpiła 6 sierpnia 2013 r. w serwisie Vevo. Trwa 3:57.